# 国際連合安全保障理事会決議1869
国際連合安全保障理事会決議1869（こくさいれんごうあんぜんほしょうりじかいけつぎ 英: United Nations Security Council Resolution 1869）は、2009年3月25日に国際連合安全保障理事会において全会一致で採択された決議。

## 決議
2009年3月25日、国際連合安全保障理事会はオーストリアのヴァレンティン・インツコがボスニア・ヘルツェゴビナ上級代表に就任することを歓迎した。
決議1869を全会一致で採択した国際連合安全保障理事会は、平和実施協議会運営委員会がミロスラヴ・ライチャークの後継にヴァレンティン・インツコを指名したことを了承した。
国際連合安全保障理事会はボスニア・ヘルツェゴビナ紛争を終結させることになったデイトン合意に基づく民生化に関する附属書10においての上級代表が保持する最終権限を改めて確認した。さらにデイトン合意の確実な実施を促進し、デイトン合意を支援する民間機関や組織を指導する上で上級代表の役割を重視することを改めて確認することとなった。